# 10248 Fichtelgebirge
10248 Fichtelgebirge (7639 P-L) là một tiểu hành tinh vành đai chính. Nó được đặt theo tên Fichtelgebirge mountains in Germany.